# Eva Behmer
Eva-Maria Behmer (* 5. März 1909 im Deutschen Reich (vermutlich Berlin); † 22. März 1944 in Berlin) war eine deutsche Schauspielerin bei Bühne und Film.

## Leben und Wirken
Die Tochter des Schauspielers Ernst Behmer stieß über ihren Vater zur Bühne und war seit Beginn der 1930er Jahre an Spielstätten der deutschen Provinz (u. a. Glogau, Neustrelitz und Bernburg) ebenso zu sehen wie an solchen der deutschen Hauptstadt (z. B. an ihres Vaters Seite am Kurfürstendammtheater). In späteren Jahren wirkte Eva-Maria Behmer immer häufiger an obskuren Klein- und Kleinstbühnen wie der Gastspieldirektion Klubertanz oder der Reichsautobahnbühne. In der Frühzeit des Zweiten Weltkriegs war sie auch im Tourneetheater zur Unterhaltung der Wehrmachtssoldaten engagiert. Der Film – Debüt 1930 an Vaters Ernsts Seite in dem Krimi Der Schuß im Tonfilmatelier – bot Eva Behmer kaum lohnende Aufgabe; ihre Parts kamen selten über sekundenkurze Auftritte hinaus. Eva Behmer kam im März 1944 bei einem alliierten Bombenangriff auf Berlin ums Leben.

## Filmografie (komplett)
- 1930: Der Schuß im Tonfilmatelier
- 1936: Stadt Anatol
- 1937: Der Mustergatte
- 1937: Karussell
- 1938: Silvesternacht am Alexanderplatz
- 1939: Frau am Steuer

## Einzelnachweis
1. ↑  Geburtsdatum laut Reichsfilmkammerakte